# Calamus micranthus
Calamus micranthus är en enhjärtbladig växtart som beskrevs av Carl Ludwig von Blume. Calamus micranthus ingår i släktet Calamus och familjen Arecaceae. Inga underarter finns listade i Catalogue of Life.